# Giuseppe Roggia
Giuseppe Roggia (fl. XX secolo) è stato un calciatore italiano, di ruolo portiere.

## Carriera
Con il Novara disputa 19 gare nel campionato di Prima Divisione 1923-1924.